# Ізоглоса
Ізогло́са (від грец. ίσος — рівний, однаковий і γλωσσα — мова) — лінія, якою на лінгвістичних мапах позначають межі поширення певного мовного явища (фонетичного — ізофона, морфологічного — ізоморфа, лексичного — ізолекса й ін.). 
Ізоглоси можуть належати до окремих населених пунктів, окреслювати невеликі ареали або виділяти великі одиниці діалектного членування. У лінгвістичних атласах ізоглоси мають різне навантаження. Вони можуть використовуватися для посилення наочності мапи та повторювати те, що відбите іншими засобами картографування (геометричними фігурами, площинами), а можуть бути одним з картографічних засобів і символізувати ареальні розрізнення, які усвідомлюються як віддаленіші від основного мовного рівня, картографованого знаками. Так, на карті № 285 «Ночви» «Атласу української мови» (т. 2. К., 1988) знаками (колами й трикутниками) зображено лексико-словотворчий рівень: нóчви, ночóўки, нéц(,)ки, кори́то, а ізголоса — фонетичний: твердість [ц] нé[ц]ки.
Ізоглоса вживається також у значенні назви межі певного мовного явища, яка може бути представлене на мапі різними картографічними засобами. Ізоглоси можуть синтезувати певні межі явищ. Наприклад, у кінці кожного тому «Атласу української мови» вміщуються ізоглосні мапи, на яких лініями окреслюються території поширення явищ, зображених на попередніх знакових картах. Ізоглоси цих явищ, як правило, не збігаються, але в ряді діалектичних зон вони проходять близько одна від одної, загущуються або перетинають одна одну, утворюючи пасма ізоглос, які визначають діалектичне членування мови та дають можливість простежити райони найінтенсивніших міжмовних і міждіалектичних контактів. 
Зіставне вивчення ізоглос різних мовних явищ дає цінний матеріал для вивчення історії та з'ясування відносної хронології цих явищ, для виявлення їхніх взаємозв'язків.